# Ilkka Hulkko
Ilkka Hulkko är en finländsk rockbasist och datorexpert, bror till den mer kända gitarristen Antti Hulkko (Andy McCoy) från bl.a. Pelle Miljoona Oy och Hanoi Rocks.

## Biografi
Ikka Hulkko är den äldste sonen till Risto Hulkko. Han var aktiv inom den allra tidigaste punkvågen i Helsingfors i mitten av 1970-talet. Hulkkos enda bestående avtryck i musikvärlden, är att han spelade bas i Finlands första punkband Briard. Han grundade gruppen tillsammans med sångaren Pete Malmi år 1976, och drog med sin bror och trumslagaren Seppo "Sidi" Vainio. Briard släppte bara en singel, innan gruppen splittrades året därpå, och Ilkka medverkade då den gjorde comeback på 1990-talet. 
Ilkka Hulkko gav sig efter gymnasiet in i IT-världen, och sedan 2006 arbetar han i en ledande position i Suomi-Finland Networks. Helt har han ändå inte lämnat musikvärlden, och han är bland annat en av grundarna till Anyhow Music Organisation, som förespråkar musik fri från kopieringsskydd.  

## Diskografi
Singlar
- I Really Hate Ya / Fuck The Army (Briard, 1977)
- Rockin' On The Beach / Miss World (Briard, 1979)

Album
- Hilselp (Briard, 1979)
- Metropolis (Briard, 1980)
- Briard: Miss World (1983)